# Paranephelium joannis
Paranephelium joannis är en kinesträdsväxtart som beskrevs av M. Davids. Paranephelium joannis ingår i släktet Paranephelium och familjen kinesträdsväxter. Inga underarter finns listade i Catalogue of Life.